# Jürgen Kissner
Jürgen Kissner (Luckau, 18 de agosto de 1942) é um ex-ciclista alemão que ganhou a medalha de prata na prova de perseguição por equipes nos Jogos Olímpicos de 1968, na Cidade do México, onde representou a Alemanha Ocidental.